# Aeroflot-Flug 6502
Der Aeroflot-Flug 6502 war ein sowjetischer Inlandspassagierflug, auf dem am 20. Oktober 1986 eine Tupolew Tu-134A der Aeroflot mit dem Luftfahrzeugkennzeichen CCCP-65766 von Swerdlowsk (heute Jekaterinburg) nach Grosny bei der Zwischenlandung auf dem Flughafen Kurumotsch bei Kuibyschew verunglückte. Von den 94 Passagieren und Besatzungsmitgliedern wurden 70 getötet. Unfallursache war Fahrlässigkeit des Kapitäns.

## Hintergrund
Die Besatzung des Tu-134A-Flugzeugs mit der Seriennummer 62327, hergestellt am 28. Juni 1979, bestand aus dem kommandierenden Piloten Alexander Kljujew, dem Co-Piloten Gennadi Schirnow, dem Navigationsoffizier Iwan Mochonko, dem Flugingenieur Kjuri Chamsatow und drei Flugbegleitern. Nach dem Abflug vom Flughafen Kolzowo in Swerdlowsk (heute Jekaterinburg) nach Grosny hatte Flug 6502 einen Zwischenstopp am Flughafen Kurumotsch in Kuibyschew (heute Samara).

## Unfall
Als er sich dem Flughafen Kurumotsch näherte, wettete Kapitän Kljujew mit dem Ersten Offizier Schirnow, dass er, Kljujew, einen Nur-Instrumenten-Anflug mit verhängten Cockpitfenstern durchführen könnte, sodass er keinen Sichtkontakt zum Boden hat, anstatt eines NDB-Anflugs, wie er von der Luftverkehrskontrolle vorgeschlagen wurde. Kljujew ignorierte weiterhin die Bodenannäherungswarnung in einer Höhe von 62–65 m (203–213 ft) und startete nicht durch. Das Flugzeug landete mit einer Geschwindigkeit von 150 kn (280 km/h) auf der Landebahn, drehte sich auf den Rücken und kam 254 m später kopfüber zum Stillstand. Durch den Unfall und das entstandene Feuer starben 70 Menschen. Unter den Passagieren waren 14 Kinder, die alle den Unfall überlebten. Der streng geheime Bericht des Vorsitzenden des „Exekutivkomitees des Kuibyschewer Bezirkes“ (Kuibyschewski oblispolkom), Wladimir Pogodin, an Premier Nikolai Ryschkow gab etwas andere Zahlen an: Von 85 Passagieren und acht Besatzungsmitgliedern an Bord starben 53 Passagiere und fünf Besatzungsmitglieder bei dem Absturz und 11 weitere später in Krankenhäusern.
Obwohl Schirnow keinen Versuch unternahm, den Absturz abzuwenden, versuchte er anschließend, die Passagiere zu retten, und starb auf dem Weg ins Krankenhaus an einem Herzstillstand. Kljujew wurde strafrechtlich verfolgt und zu 15 Jahren Gefängnis verurteilt, die später auf sechs Jahre reduziert wurden.